# 大渓文化

大渓文化の範囲

大渓文化（だいけいぶんか、紀元前5000年頃 - 紀元前3000年頃）は、中国重慶市・湖北省から湖南省の三峡周辺、両湖平原にかけて存在した新石器時代の文化。標式遺跡である重慶市巫山県瞿塘峡で発見された大渓遺跡から命名された。大渓文化は同地域で発展した城背渓文化から発展し、屈家嶺文化へと継承されたと考えられている。その他の代表的な遺跡には、湖南省常徳市澧県の城頭山遺跡がある。

## 概要
大渓遺跡は1920年代にアメリカの考古学者ネルス・C・ネルソン（Nels C. Nelson）が土器片などを発見し、1959年以降数度にわたって大規模な発掘がなされ、1970年代以降独自の新石器文化として「大渓文化」と呼称されるようになった。大渓遺跡を含む大渓文化の主要な遺跡は三峡ダム建設による水没などで失われている。
大渓遺跡からは焼成温度の比較的低い陶器である紅陶が多く出土し、そのほか皿や円筒形の壷なども発見されている。また稲の栽培も大規模に行われ、竹編みの泥壁のある家屋や、環濠集落なども発見されている。
大渓文化は、長江下流のデルタ地帯との文化の交流があったことがわかっている。白い皿などの遺物は、太湖周辺の馬家浜文化の遺跡からも発見された。逆に、大渓文化の遺跡から発見されたヒスイの玉といった遺物は、馬家浜文化の影響を受けた可能性がある。
「大渓文化」の遺跡人骨から検出されたY染色体ハプログループは、現在は中国南部から東南アジア北部の山岳地帯に分布する「モン・ミエン語族（ミャオ・ヤオ語族）」の民族に多い「O2a2a1a2　M7（旧O3系）」が主体（５/７）で、「Ｏ２＊ F742 （旧Ｏ３＊系）」と「O1b1a1a M95（旧O2a系）」がそれぞれその一部（１/７）であった。
「大渓文化」は「屈家嶺文化」へ継承された。
大渓文化は、モン・ミエン系民族が担い手であったと考えられる。